# 10701 Marilynsimons
10701 Marilynsimons eller 1981 PF är en asteroid i huvudbältet som upptäcktes den 8 augusti 1981 av Harvard College Observatory. Den är uppkallad efter Marilyn Hawrys Simons.
Asteroiden har en diameter på ungefär 6 kilometer.